# Liste der Kulturdenkmale in Gohlis-Mitte
Die Liste der Kulturdenkmale in Gohlis-Mitte ist wegen ihrer Länge in folgende Listen aufgeteilt: 
- Liste der Kulturdenkmale in Gohlis-Mitte, A–K
- Liste der Kulturdenkmale in Gohlis-Mitte, L–Z